# Arabotar blady
Arabotar blady (Arabitragus jayakari) – gatunek ssaka z rodziny wołowatych, jedyny przedstawiciel rodzaju arabotar, zamieszkujący endemicznie góry południowo-wschodniej Arabii (Oman). 

## Systematyka
Arabitragus jayakari jest gatunkiem ssaka należącym do rodziny wołowatych. Lokowany jest w podrodzinie koziorożców. Zoolodzy – jedynie na podstawie badań morfologicznych – umieszczali gatunek w obrębie rodzaju Hemitragus (tar) jako Hemitragus jayakari. W 2005 roku Anne Ropiquet i Alexandre Hassanin – na podstawie badań filogenetycznych – wykazali, że H. jayakari jest gatunkiem pokrewnym do arui (Ammotragus). W konsekwencji naukowcy zaproponowali wyodrębnienie H. jayakari do monofiletycznego rodzaju Arabitragus jako Arabitragus jayakari. W wydanej w 2015 roku przez Muzeum i Instytut Zoologii Polskiej Akademii Nauk publikacji „Polskie nazewnictwo ssaków świata” rodzajowi nadano oznaczenie arabotar, a gatunkowi Arabitragus jayakari – arabotar blady.

## Tryb życia
Arabotary blade funkcjonują w małych rodzinnych grupach liczących od dwóch do trzech zwierząt. Samice na wolności rodzą zwykle od września do listopada. Możliwy jest drugi miot w lutym.

## Ekologia
Arabotary blade są roślinożerne. Żerują we wczesnych godzinach porannych i późnym popołudniem. Zjadana roślinność dostarcza zwierzętom niezbędną ilość wody, w związku z czym schodzą do wodopojów co dwa lub trzy dni.
Arabotary zasiedlają północne stoki gór na wysokości pomiędzy 1000 a 1800 m n.p.m. Zajmują tereny charakteryzujące się zróżnicowaną roślinnością, dużymi opadami deszczu oraz niskimi temperaturami powietrza.

## Zagrożenia
Liczebność populacji szacuje się na około 2500 dorosłych osobników. Zamieszkuje wyłącznie tereny w Omanie. W Zjednoczonych Emiratach Arabskich prawdopodobnie wymarł. Międzynarodowa Unia Ochrony Przyrody umieściła gatunek w Czerwonej księdze gatunków zagrożonych oznaczając go akronimem EN – gatunek zagrożony.